# П'єтро Джованні Доннічі
П'єтро Джованні Доннічі (італ. Pjetro Jovanni Donnichi) (16 травня 1954) — італійський дипломат. Надзвичайний та Повноважний Посол Італії в Україні в 2007-2012.

## Біографія
Народився 16 травня 1954 року в м. Мессіна (Італія). 
Закінчив Університет в м. Падуя, диплом з політології на факультеті міжнародних відносин.
В Римі працював у Міністерстві закордонних справ при Генеральній дирекції з політичних справ, Кабінеті Міністра та Генеральному секретаріаті на посаді Керівника підрозділу аналітики та планування.
Кар'єрний дипломат, працював за кордоном в Посольстві Італії в Сингапурі, в Італійській Дипломатичній Місії під час переговорів з питань звичайних збройних сил в Європі, в Постійному представництві Італії при Європейському Союзі в Брюсселі, Генеральним консулом у Гонконзі.
З 14 грудня 2007 по 2012 — Надзвичайний та Повноважний Посол Італії в Україні.